# Пажський сир
Па́зький сир (хорв. Paški sir) — твердий сир з овечого молока з додаванням оливкової олії. Виробляється на хорватському острові Паг і вважається національним продуктом Хорватії.

## Технологія виробництва

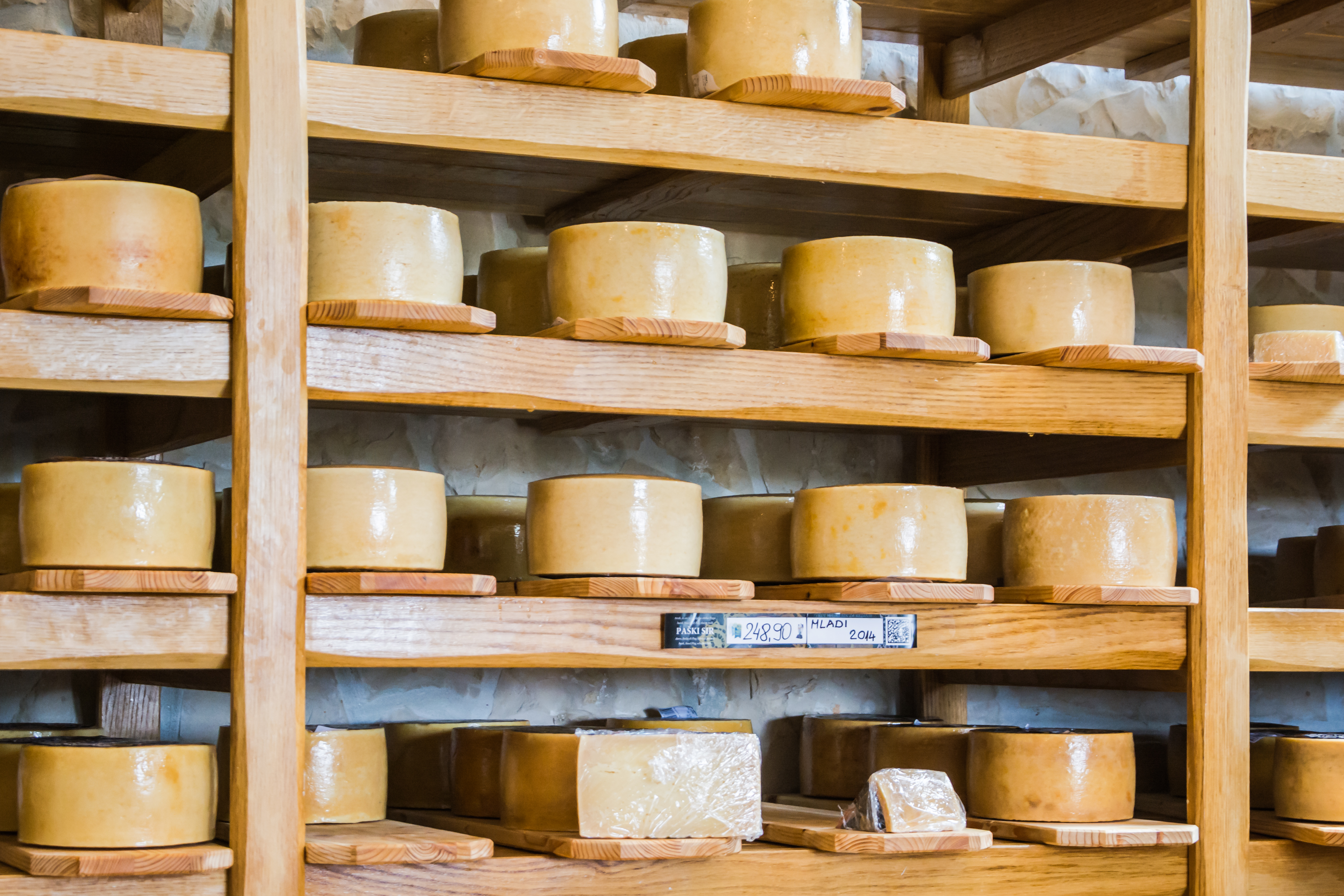
Пажський сир на сушінні
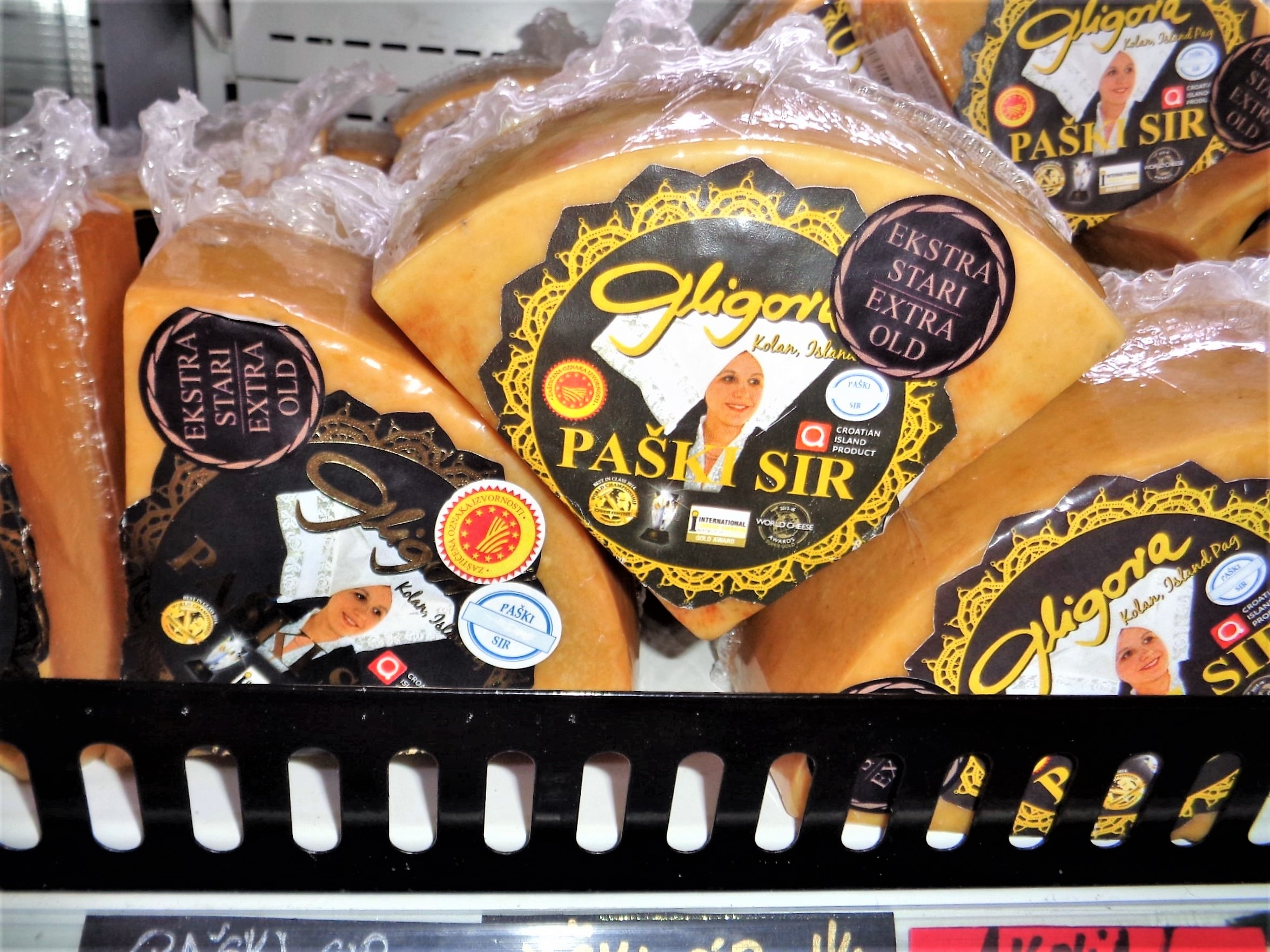
Пажський сир в магазині

Для приготування пажського сиру овече молоко піддають пастеризації, після чого охолоджують до тридцяти градусів, оскільки при цій температурі молоко найкраще згортається. Молоко перемішують з сирною закваскою, після чого отриману масу відціджують від сироватки. Отриману головку сиру поміщають під прес на добу для того, щоб стекла зайва рідина. Після чого сир вимочують в розсолі і викладають для визрівання. Визрівання при певних температурі і вологості триває протягом двох місяців.
Аромат і смак сиру залежить від смаку молока, який визначається великою кількістю ароматних трав, що ростуть на острові (шавлія, розмарин).